# Tipula moniliferoides
Tipula moniliferoides är en tvåvingeart som beskrevs av Alexander 1920. Tipula moniliferoides ingår i släktet Tipula och familjen storharkrankar. Inga underarter finns listade i Catalogue of Life.